# Amnistie
L'amnistie, dont l'origine grecque ἀμνηστία / amnēstía signifie « oubli », est une notion de droit pénal, qu'on peut définir comme « l'acte qui dispose que des fautes passées devront être oubliées, et qui interdit à quiconque de les rechercher ou de les évoquer sous peine de sanctions ».

## Histoire
Des clauses d'amnistie se trouvent depuis l'Antiquité dans tous les traités de paix qui concluent une guerre étrangère (La première loi d'amnistie, celle de Thrasybule, remonte à l'an 405 avant Jésus-Christ lors de la guerre du Péloponnèse) et depuis le Moyen Âge dans tous les édits de pacification qui terminent une guerre civile. Elles ont pour objet, une fois le règlement du conflit terminé, d'empêcher que la recherche de nouveaux griefs ne rallument les hostilités entre les belligérants. L'amnistie n'englobe jamais la sanction des troupes régulières par les autorités militaires dont elles dépendent. C'est une mesure d'apaisement à la fin d'un conflit.
La première loi d'amnistie française qui s'oppose ainsi au droit de grâce royale, abolie le 5 juin 1791, est le décret du 14 septembre 1791 qui instaure une amnistie générale pour les révolutionnaires, les contre-révolutionnaires, ainsi que le roi pour sa fuite des 20-21 juin. Elle vise à préserver la Constitution de 1791 : le 13 septembre, Louis XVI écrit à l'Assemblée qu'il est prêt à accepter la Constitution mais qu'il souhaite une réconciliation générale ; le marquis de La Fayette élabore un décret en trois articles pour répondre à cette demande. Au XIXe siècle, le droit de grâce est le privilège du président de la République française alors que l'amnistie est celle de l'Assemblée Nationale. Selon Léon Gambetta, l'amnistie des Communards conduit à fonder la République sur l'apaisement des conflits en mettant un terme au conflit, la démocratie politique, le suffrage universel (masculin) et l'instruction (lois Jules Ferry) rendant, selon lui, la violence illégitime.
Plus récemment afin de briser l'omertà ou de lever les craintes de poursuites judiciaires, des garanties d'amnistie ont été offertes à des repentis (statut de « collaborateur de justice » dans la loi italienne) dans le cadre de la lutte contre le trafic de drogue, contre les activités mafieuses (Cosa Nostra, 'Ndrangheta, Camorra, etc.) et d'autres formes de criminalité organisée ou dans le cadre d'enquêtes internes faites par des industriels par certains groupes confrontés à un scandale financier ou industriel, par exemple chez Siemens en 2007-2008 quand le groupe était confronté à une affaire de corruption (l'enquête interne avait été perçue comme signe de volonté de régler le problème ce qui a conduit les autorités américaines a fortement réduire le montant de l’amende prévue). La promesse d'amnistie en échange d'informations et aveux de salariés ou pour protéger des lanceurs d'alerte a aussi été efficacement utilisée en 2012 par Thyssenkrupp alors presque en faillite à cause de pannes en séries (une dizaine de salariés avaient alors saisi l'occasion de parler). Dernièrement (2015) la procédure a été reprise lors du scandale Volkswagen par l'entreprise elle-même durant quelques semaines.
Dans un autre cadre, des gouvernements ont édicté des lois d'amnistie fiscale pour tenter de faire revenir dans le pays des « capitaux plus au moins sales ».